# Las Masías de Voltregá
Las Masías de Voltregá o Masías de Voltregá (en catalán y oficialmente Les Masies de Voltregà) es un municipio de Cataluña, España. Perteneciente a la provincia de Barcelona, en la comarca de Osona. Rodea enteramente al de San Hipólito de Voltregá del que se separó a finales del siglo XVIII. Está formado por masías dispersas y varios núcleos de población entre los que destacan La Gleva, Viñolas de Oris, San Miguel de Ordeix y el El Despujol. La capital municipal es Can Bondia.

## Demografía
Las Masías de Voltregá cuenta con una población de 3292 habitantes (INE 2024).
| Gráfica de evolución demográfica de Las Masías de Voltregá entre 1842 y 2021 |
| |
| Población de derecho según los censos de población del INE. Población de hecho según los censos de población del INE.En estos censos se denominaba Masias de San Hipólito de Voltregá: 1842, 1857, 1877, 1887, 1897, 1900, 1910, 1920, 1930, 1940 y 1950. En este censo se denominaba Sant Hipolit de Voltregá: 1860. En estos censos se denominaba Masías de Voltregá: 1960, 1970 y 1981. Entre el censo de 1857 y el anterior, crece el término del municipio porque incorpora a Comia y Boatella. |

| 1900 | 1930 | 1950 | 1970 | 1981 | 1986 | 2006 | 2008 |
| ---- | ---- | ---- | ---- | ---- | ---- | ---- | ---- |
| 1451 | 1977 | 1820 | 2131 | 2379 | 2455 | 3125 | 3189 |

## Administración
| Periodo   | Nombre                    | Partido                              |
| --------- | ------------------------- | ------------------------------------ |
| 1979-1983 | Fernando Burgaya Maydeu   | CiU                                  |
| 1983-1987 | Fernando Burgaya Maydeu   | CiU                                  |
| 1987-1991 | Fernando Burgaya Maydeu   | CiU                                  |
| 1991-1995 | Estanislau Criballes Faja | CiU                                  |
| 1995-1999 | Estanislau Criballes Faja | CiU                                  |
| 1999-2003 | Estanislau Criballes Faja | CiU                                  |
| 2003-2007 | Sergi Vilamala            | PSC- PSOE                            |
| 2007-2011 | Sergi Vilamala            | PSC- PSOE                            |
| 2011-2015 | Sergi Vilamala            | PSC- PSOE                            |
| 2015-2019 | Sergi Vilamala            | PSC- PSOE                            |
| 2019-2023 | Sergi Vilamala            | Sumem per les Masies de Voltregà -AM |
| 2023-act. | Verónica Ruiz Leiva       |                                      |

## Patrimonio
- Santuario de la Virgen de la Gleva, de estilo barroco.
- Iglesia de San Esteban en Viñolas de Oris, de estilo románico.
- Iglesia de Sant Miquel d'Ordeig, de estilo románico.
- Iglesia de San Martín Xic, de estilo románico.
- Ruinas del castillo de Voltregá.
- El Museo del Cobre Fundació La Farga.